# Thlypopsis inornata
Thlypopsis inornata là một loài chim trong họ Thraupidae.